# Vasco Martins de Sousa Chichorro
Vasco Martins de Sousa Chichorro (1320 - 1386),  foi um Rico-homem do Reino de Portugal , descendente do rei Afonso Henriques, era bisneto do rei D. Afonso III de Portugal, torna-se o 3º Senhor de Santarém, 2º Senhor da Torre de Santo Estêvão e seria o 1º Senhor de Mortágua. Foi chanceler-mor de D. Pedro, e do Conselho de D. João I, rei de Portugal. Foi senhor de Cerva,  (Serva) e Atei (31.7.1368), Penamacor, Aguiar de Pena, Amarantes e terras de Jurdim, senhor de juro e herdade de Penaguião, Gestaçô e Fontes.

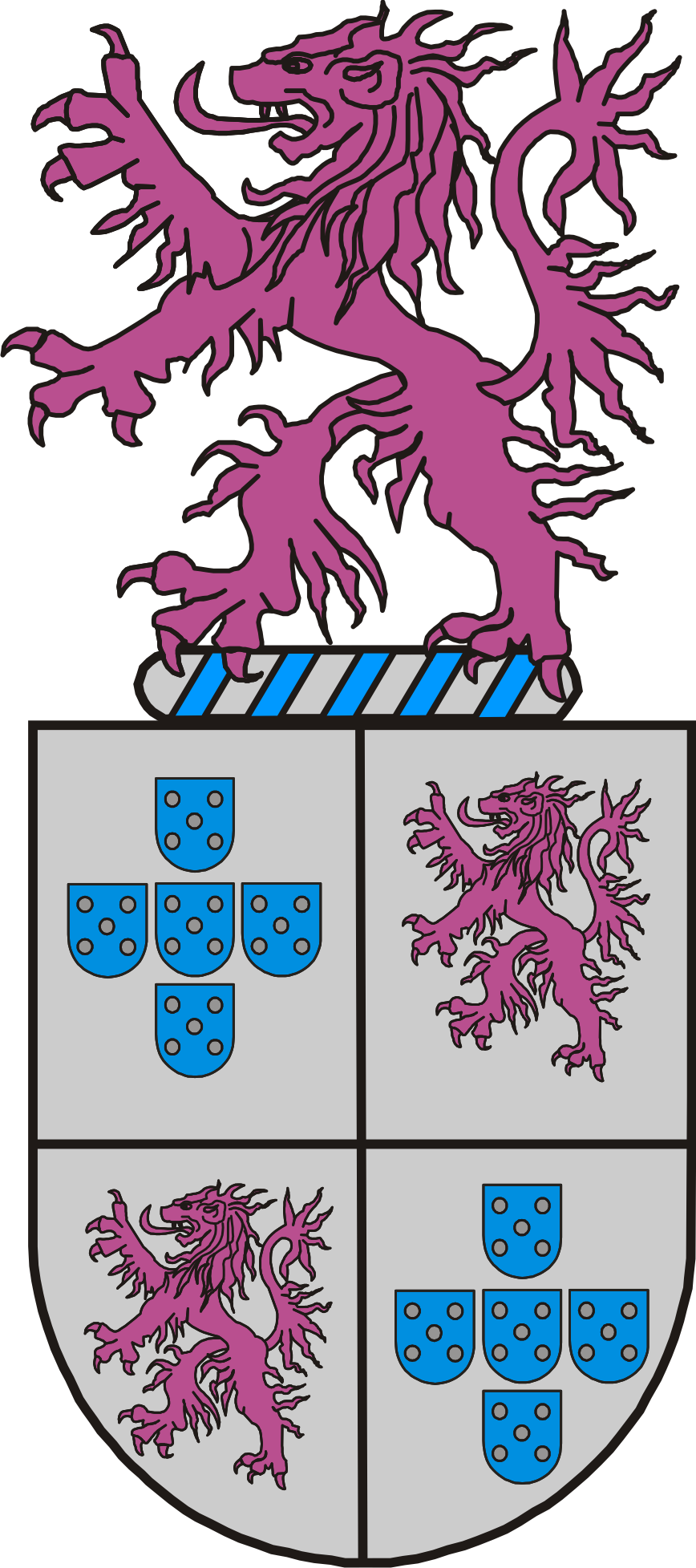
Brasão da Família Souza-Prado

## Relações familiares
Filho de Martim Afonso Chichorro II ou Martin Afonso de Sousa Chichorro (1280 -?) e de Aldonça Anes de Briteiros e bisneto do rei D. Afonso III de Portugal (5 de Maio de 1210 -?) e de  Madragana Ben Aloandro.
Primo de 2ª geração do rei Pedro I de Portugal. 
Iria casar-se por duas vezes, sendo que o primeiro casamento ocorreu em 1341:
- Primeira esposa, Inês Dias Manuel (c.1326):
  - Martim Afonso de Sousa (1343), 2º Senhor de Mortágua
  - Beatriz de Sousa (1345)
  - Isabel Vasques de Sousa (1360)
  - Violante Vasques de Sousa (1350)
- Segunda mulher, Estefânia Garcia:
  - Afonso Vasques de Sousa (1370), O Cavaleiro[3][4][5]

## Títulos
- D. Vasco Martins de Souza Chichorro de Portugal
- Senhor de Santarém
- Senhor da torre de Stº Estevão
- Senhor de Mortágua
- Senhor de Penamacor
- Senhor de juro e herdade de Penaguião, Gestaçô e Fontes
- Senhor de Serva e Atei
- Senhor de Aguiar de Pena
- Senhor de Amarante
- Senhor da terra de Jurdim
- Senhor das Rendas